# Luis Fábrega Coello
Luis Fábrega Santamarina (Orense, 5 de mayo de 1874 - Orense, 27 de diciembre de 1960) fue un farmacéutico y político republicano español.

## Biografía
Realizó sus estudios de bachillerato en el instituto de Orense. En 1891 ingresó en el instituto preparatorio para estudiar Farmacia en la Universidad de Santiago de Compostela, donde se licenció en 1899. Hizo un año de prácticas en Arnedo, La Rioja, y tras regentar una farmacia en Monforte de Lemos, abrió la suya en Orense el 3 de julio de 1904. 
Miembro del Partido Republicano Radical de Alejandro Lerroux, fue líder de esta formación en Orense hacia 1930 y uno de los firmantes del pacto de Lestrove del 26 de marzo de 1930. Encabezó la lista de la Federación Republicana de Orense en las elecciones municipales que dieron paso a la Segunda República, quedando por detrás de los monárquicos con siete concejales. Después de encabezar la manifestación local para un cambio de régimen, Fábrega fue elegido alcalde de Ourense por 11 votos el 16 de abril de 1931, cargo al que dimitió cuatro días después para asumir la presidencia de la comisión gestora de la Diputación Provincial de Orense.
En las elecciones a la Asamblea Constituyente de 1931 Fábrega Coello fue elegido diputado por la provincia de Orense, obteniendo 41.327 votos, siendo el diputado más votado de la provincia. Desde la Diputación Provincial, impulsó la creación de la Caja de Ahorros Provincial de Orense en 1932, de la que fue su primer presidente tras su creación en 1933. No se presentó a las elecciones de noviembre de 1933 por incompatibilidad con la presidencia de la diputación provincial, pero su hijo Luis Fábrega Santamarina fue elegido diputado.
El 11 de febrero de 1934 la junta de gobierno de la Diputación Provincial fue renovada por el gobernador civil, manteniendo el cargo pero no a sus colaboradores (Manuel Suárez Castro y Eleuterio González Salgado), por lo que dejó la presidencia de la Diputación Provincial con una carta publicada por el diario La Zarpa el 16 de febrero. El 30 de marzo el consejo provincial lo nombró consejero de la Caja Provincial de Ahorros por su condición de fundador. El 25 de junio de 1934, tras los escándalos y la derechización del Partido Radical, lo abandonó para incorporarse como militante de base a la Unión Republicana, una escisión liderada por Diego Martínez Barrio. A partir de ese momento abandonó la actividad política para dedicarse a la gestión de su farmacia.  Mientras mantenía su carrera política, fue presidente del Colegio Farmacéutico de Oense de 1927 a 1935.
El 27 de octubre de 1937 fue detenido por orden del gobernador, el teniente coronel Luis Soto, y estuvo recluido durante ocho meses en la cárcel de Orense, sufriendo posteriormente una fuerte sanción económica y embargo de bienes.

## Homenajes
El 27 de diciembre de 2010, la concejalía de cultura del ayuntamiento de Orense le dedicó una placa de bronce en su casa de la calle Alba nº 31 con motivo del 50 aniversario de su fallecimiento.